# 家西悟
家西 悟（いえにし さとる、1960年5月6日 - ）は、日本の政治家。衆議院議員（2期）、参議院議員（1期）を歴任した。

## 経歴
1989年（平成元年）に、大阪HIV薬害訴訟に原告として参加して、1995年（平成7年）には、同訴訟の原告代表となる。翌年の1996年（平成8年）3月に同訴訟が和解すると、同年10月に行われた第41回衆議院議員総選挙に奈良1区で旧民主党から立候補。最下位で落選するも、重複立候補していた比例近畿ブロックで名簿順位第1位に記載されていたため、復活し初当選。1999年、国旗及び国歌に関する法律案の本会議における採決で反対票を投じた。2000年（平成12年）6月の第42回衆議院議員総選挙では、比例近畿ブロック単独で民主党より立候補して、第4位で再選。2003年（平成15年）の第43回衆議院議員総選挙では、民主党が比例単独立候補を認めない方針となり立候補を断念。2004年（平成16年）の第20回参議院議員通常選挙に、比例区で民主党より立候補し、第4位で当選して、参議院議員となる。
参議院では、財政金融委員長、決算委員長を歴任。
2010年（平成22年）の第22回参議院議員通常選挙に、民主党の比例区から立候補するも落選する。

## 政治資金
- 消費者金融業界の政治団体「全国貸金業政治連盟」（全政連）からパーティー券購入などにより資金提供を受けていると日本共産党の機関紙「しんぶん赤旗」は伝えている[3]。

## 政策
- 2003年（平成15年）に、静岡空港建設反対の国会議員署名活動で署名者に加わっている[4]。
- 選択的夫婦別姓制度の導入に賛成[5]。

## 著書
- 「お前は忘れても、俺は忘れへん―『薬害エイズ』絶望からの闘い 史上最悪の医療犯罪の真実」、ロングセラーズ、1997年。
- 「家西悟全記録―薬害エイズと闘う」、解放出版社、2000年。
- 「妻よ娘よ、きみと生きたい」、小学館、2001年。